# トヨタのエンジン型式命名規則
トヨタのエンジン型式命名規則（トヨタのエンジンかたしきめいめいきそく）は、トヨタ自動車（以下トヨタ）におけるエンジン型式の付与の仕方を詳述したものである。
なお、「トヨタのエンジン型式命名規則」という語は、本項において便宜上用いた表現であり、トヨタ公式の表現ではない。
ただし、2017年以降に登場した『ダイナミックフォースエンジン』については従来の命名規則を外れているので注意が必要である。
- エンジン系列の構成による分類については、トヨタのエンジン系列名を参照。
- エンジン系列・型式の年代による分類については、トヨタのエンジン型式一覧を参照。

## エンジン型式の構成
|    | 1 | 2 | - | 3 | 3 | 3 | 4 | 4 |
| -- | - | - | - | - | - | - | - | - |
| 例 | 4 | A | - | G | Z | E | L | U |

- 1番の記号（数字）は、異種原動機区分番号といい、開発順序を表す（例では「4番目」）。
- 2番の記号は、原動機シリーズ記号といい、エンジン系列を表す（例では「A型」）。
- 1・2番の記号で、広義のエンジン型式を表す（例では「4A型」）。
- 3番以降の記号は類別記号といい、これがある場合は、1・2番の記号の後にハイフンで区切る。
- 3番の記号は、エンジンに含まれる要素を表す。最大3文字である。
- 4番の記号も、エンジンに含まれる要素を表しているが、現在は付与されていない。最大2文字である。
- 以上で、狭義のエンジン型式を表す（例では「4A-GZELU型」）。
- 詳細は、次項「各記号の意味」を参照

各記号により、エンジン型式からそのエンジンの概要をある程度判別できる。しかし、時代ごとに命名規則は変わっており、また、全ての情報が含まれているとも限らない点に注意が必要である。
なお、本項に加えトヨタのエンジン系列名の項目も参考にすると、トヨタのエンジン型式の概要がより理解出来るため、参照されたい。
自動車検査証の「原動機の型式」欄には2番目までの記号が記される（例：2GR-FSE、2GR-FEともに車検証上では「2GR」のみ記される）。

## 各記号の意味
節の出典

### 1.同系列内の開発順序
- アラビア数字で表記
  - これは文字通り、同系列内で開発された順序をアラビア数字で表しており、あとに続く「エンジン系列名」と対になっている。
基本型は無番、または1となっており、1978年8月登場の二代目A系から1が付けられるようになった。
系列によって、小排気量エンジンが1（基本）となっているものもあれば、大排気量エンジンが1となっているものもある。
後の改良で追加されたエンジンの排気量もまちまちであることが多く、非常に分かりにくくなっている。
また、サービスの現場で分かりやすいよう5Aと5Eと5K（1500cc）、7Aと7K（1800cc）のように排気量と型式番号をそろえた例もある。
初代エスティマにのみ搭載されたTZ系は、ハイエースの2RZ（2400cc）をベースにして開発されたエンジンであることから、排気量は1種類しか存在しないが数字を2RZとそろえて2TZのみとなっており、1TZは存在しない。
  - 基本型（無番もしくは1）をベースに、排気量の変更のみが反映されており、補機類等の追加やその他の仕様変更では改番されない。
  - ただし、例外的に直列4気筒エンジンのA系では1A-U型からTGP（乱流生成ポット）を取り去った3A-U型が、直列6気筒エンジンのM系ではM型をベースにDOHC化した3M型と6M-GEU型をベースに1気筒あたり4バルブ化した7M-GEU型が存在する（いずれもベースエンジンとボア × ストロークは同一である）。
  - トヨタのエンジン型式では、2017年までは排気量を直接表すことは無く、日産やホンダ等と違い、予備知識無しでは排気量を判別することは出来なかった。
  - 燃焼室形状を変更した場合は基本型式の数字「+10」とする。

ガソリンでは昭和50年排ガス規制適合用の2T・3T → 12T-U・13T-U、ディーゼルでは過流室式を直接噴射式に変更したB・3B → 11B・13B、2H → 12H-T等で、それぞれのボア × ストロークはベースエンジンと同一となる。
ただし、4B・5Bの場合は14B・15Bを元に、排出ガス規制に適合させる目的で過流室式に変更した都合上、あとから一桁型式が登場することとなった。

なお、一般に口頭では1・2を英語読み(1G-GEU：ワンジージーイーユー、1UZ-FE：ワンユーゼットエフイー、2JZ-GTE：ツージェイゼットジーティーイー、2ZZ-GE：ツーゼットゼットジーイー、2T-G：ツーティージー…等)し、それ以降を日本語読み(3S-GE：サンエスジーイー、4A-GE：ヨンエージーイー、7M-GE：ナナエムジーイー、18R-GEU：ジュウハチアールジーイーユー、22R-E：ニジュウニアールイー…等)する方式が浸透している。

### 2.エンジン系列
- アルファベット1・2文字で表記
  - エンジン系列とは、シリンダーブロックのボアピッチ（Bore pitch = 気筒中心間寸法）で区別されるグループのこと。
  - 輸出比率の高い車種では、仕向け地やホイールベースのバリエーションが多く、また、モデルライフも長期間にわたるため、型式で区別されることが定着している。そのため、製造・販売・サービスの各現場の混乱を最小限とするため、新系列の命名時に、前任系列のアルファベットを引き継ぐ場合があった。（R → RZ、H → HZ・HD、F → FZ、N → ND、KZ → KD）。
  - トヨタ創業時からアルファベット1文字のみで命名していたが、A、B、Sは構成のまったく異なる機種ですでに重複しており、Cに至っては三代目となるなど、社史などの表記の際に紛らわしいことが多くなった。型式名の重複を避けるため、1986年以降の新系列から○Z（○にはアルファベットが1文字入る）と二文字化することとなった。2000年代以降はガソリンエンジンは、○Rと命名される。型式名は、○ → ○Z → ○Rと変遷しており、大体の開発時期が、大雑把ながら把握できる。
  - ディーゼルエンジンも以前はアルファベット1文字のみであったが、ガソリンエンジン同様、過流室式は○Z、直接噴射式は○Dとなった。以降、新機種は直噴が必須のコモンレール式燃料噴射方式のため○Dとなっている。
- アルファベット1文字+排気量の上2桁+アルファベット1文字で表記
  - 2017年以降に登場したダイナミックフォースエンジン（A25A・V35A・M20A・M15A・G16E・F33Aなど）が該当する。型式が『エンジン型式＋排気量＋TNGA世代を表す記号』となり、ホンダやスズキの自動車用エンジンと似た命名法則となっている。

### 3.エンジン要素

#### バルブ機構
- 「G」：スポーツツインカムエンジンまたはスポーツ仕様エンジン
  - スポーツ（あるいはスポーティ）カーにふさわしい高い動力性能を提供することを目的とする「スポーツツインカム」とも呼ばれるエンジンであり、型式に「G」の記号が付与される。下記「F」シリーズが登場した時は、吸・排気バルブの挟み角の広さや、ハイオクガソリン指定であるといった点が識別の象徴とされていた。しかし本来はそのようなメカニズム的な特徴よりは、前述したような「性能優先」の目的を持つエンジンに付与されており、メカニズム的特徴は、時代や技術の変遷と共に変化している。（例：2T-G、3T-GTE、18R-G、5M / 6M / 7M-GE、4A-GE、3S-GE、1G-GE、1JZ / 2JZ-GE、2ZZ-GE、1LR-GUE、G16E-GTS等）
- 「F」：フューエルエコノミー ツインカムまたは高効率型エンジン (コンパクトツインカムエンジン、および4バルブSOHC/OHVエンジン)
最大出力ではなく、実用域での熱効率向上を目的として4バルブを採用したエンジンである。ガソリンエンジンではDOHCと組み合わされるが、ディーゼルエンジンではOHVやSOHC式の場合もある。ガソリンエンジン（DOHC）での発表当時は、そのメカニズム的特徴（後述）から「ハイメカツインカム」と呼ばれ、これとの識別のために、単に「ツインカム」と呼ばれていた「G」エンジンを「スポーツツインカム」と呼ぶようになった。
  - 2バルブから4バルブ化で得られる熱効率の向上を、最大出力ではなく、実用エンジンにふさわしい低燃費や軽量コンパクト化の追求に応用したエンジンである。
  - ハイメカツインカムとは、2本のカムシャフト間の駆動にシザーズギアを使用することを特徴とするトヨタの狭角4バルブDOHCの商標であり、スポーツツインカムに比べ、快活さに乏しいと思われがちな高効率エンジンのイメージを払拭するために名付けられた。
熱効率向上のためには燃焼室の表面積を少なく（燃焼室を浅く）する必要があることから、狭角4バルブ方式を採用した。接近した2本のカムシャフトの駆動に低騒音化に有利なシザースギアを用いたが、このギヤが高精度メカニズム（=「ハイメカ」）というイメージに繋がることから名づけられた（4E/5E-FE、4A/5A/7A-FE、1G-FE、3S/4S/5S-FE、2JZ-FSE、1UZ/2UZ-FE等）。
  - 時代や技術の変遷により、「4バルブ」以外のメカニズム的特徴は変化しており、現在ではシザースギア（ハイメカ）の有無やバルブ挟み角の数値は関係なく、可変バルブ機構搭載等、高効率目的型DOHC（例:1KR-FE、1SZ/2SZ-FE、1NZ/2NZ-FE、1NZ-FXE、1NR-FE、1ZZ-FE、1AZ/2AZ-FE、2ZR/3ZR-FE、2ZR/3ZR-FAE、2GR/3GR-FE、M15A-FKS/FXE、M20A-FKS、A25A-FKS/FXS等）であれば「F」の記号が付与される。
  - ディーゼルエンジンの場合は元来吸・排気ともバルブステムが垂直並列配置であるため、カムシャフトの数や位置の如何にかかわらず、単に4バルブ化の区別となっている。そのためSOHCとOHVのものも含まれる（例:SOHC 1HD-FTE、OHV 15B-FTE）。
もともと2バルブでも十分高効率であったディーゼルエンジンが4バルブ化された理由は、低エミッション化による環境性能のさらなる向上のため。
  - 1VZ-FE等のV型DOHCエンジンの場合、カムシャフトは合計で4本あることから、ツイン（2）カムでななくフォー（4）カムエンジンという呼び方をしたこともあったが一般に定着しなかった。
- 該当記号無し：非ツインカム
  - バルブ機構がOHC(SOHC)・OHV・SVのいずれかで、1気筒あたり3バルブ以下である場合は、型式に記号を付与しない。
  - 3Mや9R、10R（後の8R-G）の時代はまだ規定が無かったため、DOHCでありながら無印となっている。

#### 燃料種別
- 「P」：LPG（液化石油ガス）エンジン
  - LPGエンジンの場合は、型式に「P」の記号が付与される。（例：1TR-FPE、1BZ-FPE）
- 「N」：CNG（圧縮天然ガス）エンジン
  - CNGエンジンの場合は、型式に「N」の記号が付与される。（例：15B-FNE、1NZ-FNE）
- 「B」：エタノールエンジン
  - エタノールエンジンの場合は、腐食対策が施されており、型式に「B」の記号が付与される。（例：1ZZ-FBE）ブラジル向けに開発されたカローラで使用されている。
- 「R」：レギュラーガソリン仕様（ - 1970年代）
  - 有鉛ハイオクガソリン仕様が基本のエンジンを、無鉛レギュラーガソリン仕様としたエンジンの場合は、型式に「R」の記号が付与された（例：2T-G→2T-GR）。1970年代の排ガス規制以降、この記号は付与されておらず、ハイオク仕様に対するレギュラー仕様といった区別はされていない。
- 該当記号無し：ガソリンエンジンまたはディーゼルエンジン（特殊燃料不使用）
  - 燃料種別がガソリンまたは軽油である場合は、型式に記号を付与しない（ただし、上記「R」の場合を除く）。

#### 過給器の装備、仕様変更等で出力に変更があるもの
- 「T」：ターボチャージャー
  - ターボチャージャーによって過給する場合は、型式に「T」の記号が付与される。日産のエンジン型式では、ツインターボの場合は「T」を2つ連続付与してそれを示すが、トヨタでは、シングルターボとツインターボの区別はせず、どちらも「T」の記号1つのみの付与としている。（例：M-TEU、1G-GTE、2JZ-GTE）
- 「Z」：スーパーチャージャー
  - スーパーチャージャーにて過給している場合は、型式に「Z」の記号が付与される。（例：1G-GZE、4A-GZE ）
- 「X」：高膨張比（アトキンソン）サイクル仕様(ハイブリッド)
  - 高膨張比（アトキンソン）サイクルエンジンである場合は、型式に「X」の記号が付与される。THS（Toyota Hybrid System）に組み込まれたエンジンは高膨張比（アトキンソン）サイクル仕様化される場合が多い（例：1NZ-FXE、2AZ-FXE、2AR-FXE）。アトキンソンサイクルであっても「X」を付与されないケースもある（例：2AR-FSE）。また、非ハイブリッド(コンベ車)のアトキンソンサイクルエンジンには下記の「K」が付与されたため、「X」はハイブリッド用のアトキンソンサイクルエンジンにのみ付与される形になると思われる。
- 「K」：高膨張比（アトキンソン）サイクル仕様(コンベエンジン)
  - アトキンソンサイクル仕様でハイブリッドと組み合わせないコンベンショナルエンジン(コンベエンジン)には型式に「K」の記号が付与される。(例：1NR-FKE、2NR-FKE)。
- 「H」：Higher Output（高出力版）仕様　
  - 構成は基本エンジンと同等であるが、仕様変更（高圧縮比や高圧過給）で出力を高めている場合は、型式に「H」の記号が付与される（例：5A-FHE、2L-THE）。
- 「D」：高圧縮比仕様（ - 1970年代）　
  - 上記「H」と意味は同じで、記号が異なるだけである。上記「H」が使用される以前に付与されていた。（例：3K-D）。
- 「B」：トルク重視型（1950 - 1970年代）
  - 乗用車系エンジンを流用した商用車用など、低回転時であっても高負荷が予想されるエンジンの仕様には、型式に「B」の記号が付与された。(例：3R-B、2U-B等)
- 「J」：トルク重視型（1960 - 1990年代）
  - 商用車とその派生車種のワンボックスワゴン用などのエンジン用で、現在は付与されていない（例：3K-HJ、2T-J、18R-Jなど）。
- 「U」：Ultimate（超高性能）仕様　
  - 「H」を超越した1世代前のモータースポーツエンジン並の高性能を持つエンジン（例：1LR-GUE）。かつて排ガス規制適合触媒付きの意味で型式の末尾に付与された「U」とは無関係。

#### 吸気量制御方式
- 「A」：バルブマチック
  - R70系ノア・ヴォクシーで初めて採用された連続可変バルブリフト機構を採用している機種に使われる記号である。
従来のガソリンエンジンは、吸入空気量の制御にスロットルバルブを使用している。これに代わり、VVT-iと組み合わせて、吸気バルブの開閉タイミングとリフト量を連続的に制御するのが「バルブマチック」である。（例：2ZR-FAE、3ZR-FAE）
- 該当記号無し：スロットルバルブ
  - 吸気量制御方式がスロットルバルブである場合（T-VISなど）、またはガソリンエンジンでは無い場合は、型式に記号を付与しない。

#### 燃料供給方式
- 「E」：電子制御式
  - 燃料供給装置を電子制御化している場合は、型式に「E」の記号が付与される。「E」の記号が付与されたエンジンといえば大抵、EFI（電子制御式燃料噴射装置）が装備されたものであるため、「E」≒EFIともいえる。ただし電子制御式キャブレターや電子制御式分配型燃料噴射ポンプ（ディーゼル）を採用しているエンジンの型式にも「E」の記号が付与されているため、「E」の記号が付与されたエンジン型式であってもEFI装備とは限らない（例：1KZ-TE[2])同様に「E」の記号と共に「S」の記号も付与されている場合もEFI装備では無い場合がある。この事に関しては後述する。また、EFI-LPを採用していながら「E」の記号が付与されていない型式も存在する（例：1NZ-FXP）。
- 「S」：D-4（筒内直接燃料噴射装置、1996年 - ）
  - D-4（筒内直接燃料噴射装置）を装備している場合は、型式に「S」の記号が付与される。D-4は導入以降すべて電子制御されているため「S」の後には「E」の記号が基本的に付与されていた（例：3S-FSE、1UR-FSE、2UR-GSE）が、ターボとの組み合わせ（例：8AR-FTS、8NR-FTS）やアトキンソンサイクルとの組み合わせ（例：8GR-FXS、2GR-FKS）においては「E」は省かれ「S」が末尾となる。
- 「V」：コモンレール式燃料噴射装置（ディーゼルエンジンのみ）
  - ディーゼルエンジンにおいて、コモンレール式燃料噴射装置にて燃料供給を行っている場合は、型式に「V」の記号が付与される。（例：1KD-FTV、2KD-FTV、1GD-FTV）
- 「i」：Ci（セントラルインジェクション）
  - Ci（セントラルインジェクション＝シングルポイント式電子制御式燃料噴射装置）にて燃料供給を行っている場合は、型式に「i」の記号が付与される。Ci（セントラルインジェクション）は現在においてはすでに旧式の技術となっており、この方式のエンジンを搭載する新車は日本国内では販売されていない。（例：4S-Fi）
- 「B」：ツインキャブレター仕様（1960年代 - 1970年代）
  - ツインキャブレターにて燃料供給を行っている場合は、型式に「B」の記号が付与される。ツインキャブレターによる燃料供給はすでに旧式の技術となっており、現在この方式のエンジンを搭載する新車は販売されていない。（例：6R-B）
- 「S」：ツインキャブレター仕様（1984年 - 1990年）
  - 上記「B」と意味は同じで、記号が異なるだけだが、この記号が付与されたエンジンは3A-SU型のみである。現在このエンジンを搭載する新車は販売されていない。
- 該当記号無し：キャブレター
  - 燃料供給方式がキャブレターである場合は、型式に記号を付与しない。既にキャブレターにて燃料供給を行うエンジンは無く、何らかの燃料供給方式の型式記号が付与されている。例外として2U型に限り燃料供給方式がツインキャブレターとなる。
- 「C」:シングルキャブレター仕様（1966年 - 1972年）
  - 上記の該当記号無しと意味は同じで、記号が異なるだけだが、この記号が付与されたエンジンは2U-C型のみである。

### 4.現在付与されていない記号（上記以外）

#### エンジン配置方法
- 「L」：エンジン横置き配置
  - 1970年代後半から始まった、小型車をFF（前輪駆動）化する過渡期に見られた型式記号である。今でこそ横置きFFは一般的だが、その当時のトヨタは、左右でドライブシャフトの長さが異なるジアコーサ式横置きFFの導入に非常に慎重であり、初のFF車である初代コルサ/ターセルを縦置きとしたほどであった。その後、技術的な検討を行い、横置きFFを生産するに当たり、縦置きFFとの区別のために、横置きエンジンに「L」の記号を付与した。問題点も解決され、全てのFF車を横置きとする方針をとった1990年代以降からは、「L」の記号は使われなくなった。（例：3S-GELU、2C-L）

#### 排出ガス規制
- 「U」：触媒付き
  - 1973年（昭和48年）以降、排出ガス規制が段階的に厳しくなっていった時代から使われるようになった記号である。排出ガス規制をクリアするために触媒が装備されたエンジンには「U」の記号が付与され、触媒未装着エンジンと区別された。1980年代になると触媒未装着エンジンが存在しなくなり、1990年代前半にかけて、「U」の記号は使用されなくなっていった。（例：4A-GEU、1S-U）
  - 一時期ホンダからCVCCの技術供与を受けて開発した排出ガス浄化システム「TTC-V（トヨタ複合渦流方式）」を採用した19Rエンジンと、トヨタ独自のTGP（Turbulence Generating Pot = 乱流生成スポット）方式「TTC-L（トヨタ希薄燃焼方式）」を採用した12T、13Tエンジンは、触媒に頼らない排出ガスの浄化を実現させており、触媒無しで排出ガス規制に適合していたため、触媒を表す「U」の記号は付与されていない。

## 例外
- 他社から調達したエンジンの場合、トヨタ独自の型式を付けず、開発、製造したメーカーのエンジン型式がそのまま使われる例が増えてきた。
これは、莫大な費用のかかる型式認定の際の排ガスや燃費のテストを省き、車両価格の上昇を抑えるためである。例としてはコースター、ダイナ / トヨエースに搭載されている日野製エンジンのN04C、J05D系や、パッソ等に搭載されているダイハツ製エンジンK3-VE、および2021年11月一部改良のライズのFF車に搭載されているダイハツ製エンジン「WA型エンジン」、軽自動車「ピクシス」シリーズ（例・ピクシススペースやピクシスエポック、ピクシストラック、ピクシスバン等）に搭載されているダイハツ製エンジン「KF型エンジン」がある。

- ゼネラルモーターズで生産されたトヨタ・キャバリエの場合、GMのエンジン型式である「T2」がそのまま用いられた。

- タンクやルーミーに搭載されているエンジンの「1KR-VET」、bBやラッシュ、パッソセッテ（3車とも絶版）、タウンエース、ライトエース等に搭載されているエンジンの「3SZ-VE」やプロドゥア・ベザ等に搭載されているエンジンの「1KR-VE」やインドネシア専売車種のアバンザ（同インドネシア専売車種のダイハツ・セニアのOEM）等に搭載されているエンジンの「1NR-VE」、および「2NR-VE」というものがある。一見トヨタの型式命名法に沿っているように見え、現に“KR系で1番目に、SZ系で3番目、NR系で1番目、および2番目に開発された、電子制御式のコモンレール式燃料噴射装置装備のエンジン”と読み取れてしまう。しかし、全てガソリンエンジンであり、搭載車種もダイハツのOEMまたは共同開発であるため、この場合は、トヨタでは無くダイハツの型式命名法に沿って命名されたエンジンと解釈するほうが自然である（尤も、「3SZ-VE」はダイハツの「K3-VE」をベースに開発されたダイハツオリジナルのエンジンである。また「T」は両社ともターボチャージャー付きエンジンを指す）。

- 一部のレース用エンジンはトヨタ自動車工業製ではなく、TTE等が開発・製造にあたっており、市販エンジンの型式命名ルールは適用されない。
F1マシンに搭載されるエンジンでは、2005年シーズンのエンジンは「RVX-05」という型式名である。また、スーパーフォーミュラなどに搭載の「RI4A」は同じ4気筒の「4A」がベースと誤解されがちだが、全くの別のエンジンである。その他のレース用エンジンはこちらを参照。

- 昭和40年代以前に開発されたエンジンは、まだ命名規則が確立しておらず、この規則に拠らないものがある。代表的なものとしてはDOHCエンジンの9Rや3Mがあり、また、MのLPG仕様もMのままである。また、数字ではなく、アルファベットで開発順序を管理しようとした面影（「M」→「M-A」→「M-B」→「M-C」→「M-D」）が見られる。

## 実例
この項目では、実在するエンジン型式からそのエンジンの概要を読み取る。
なお、以下の文中に出てくる予備知識は、トヨタのエンジン系列名、トヨタのエンジン型式一覧や、各エンジン系列の記事などで知ることが出来る。
|      | 1           | 2   | - | 3 | 3 | 3 | 4 | 4 | その他                                                     |
| ---- | ----------- | --- | - | - | - | - | - | - | ---------------------------------------------------------- |
| 型式 |             | R   |   |   |   |   |   |   |                                                            |
| 意味 | 1番目に開発 | R型 |   |   |   |   |   |   | 非ツインカム、NA（自然吸気）、特殊燃料不使用、キャブレター |

- 同系列内の開発順序が無番であるため、1番目に開発されたエンジンである。
- 系列表記が1文字であるため、1980年代までには開発されたエンジンである。
- 予備知識があれば、R型で1番目に開発されたエンジンであるので、このエンジンの排気量は1500ccであると分かる。
- 予備知識があれば、R型は直列4気筒ガソリンエンジンであると分かる。

|      | 1           | 2   | - | 3                  | 3 | 3 | 4 | 4 | その他                                       |
| ---- | ----------- | --- | - | ------------------ | - | - | - | - | -------------------------------------------- |
| 型式 | 2           | T   | - | B                  |   |   |   |   |                                              |
| 意味 | 2番目に開発 | T型 | - | ツインキャブレター |   |   |   |   | 非ツインカム、NA（自然吸気）、特殊燃料不使用 |

- 系列表記が1文字であるため、1980年代までには開発されたエンジンである。
- 予備知識があれば、T型で2番目に開発されたエンジンであるので、このエンジンの排気量は1600ccであると分かる。
- 予備知識があれば、T型は直列4気筒ガソリンエンジンであると分かる。

|      | 1           | 2        | - | 3                  | 3                    | 3   | 4      | 4        | その他         |
| ---- | ----------- | -------- | - | ------------------ | -------------------- | --- | ------ | -------- | -------------- |
| 型式 | 4           | A        | - | G                  | Z                    | E   | L      | U        |                |
| 意味 | 4番目に開発 | 2代目A型 | - | スポーツツインカム | スーパーチャージャー | EFI | 横置き | 触媒付き | 特殊燃料不使用 |

- 系列表記が1文字であるため、1980年代までには開発されたエンジンである。
- 「L」と「U」の記号が付与されていることから、このエンジンは1970年代のものである。
- 予備知識があれば、2代目A型で4番目に開発されたエンジンであるので、このエンジンの排気量は1600ccであると分かる。
- 予備知識があれば、2代目A型は直列4気筒ガソリンエンジンであると分かる。

|      | 1           | 2   | - | 3                  | 3   | 3 | 4 | 4 | その他                       |
| ---- | ----------- | --- | - | ------------------ | --- | - | - | - | ---------------------------- |
| 型式 | 2           | L   | - | T                  | E   |   |   |   |                              |
| 意味 | 2番目に開発 | L型 | - | ターボチャージャー | EFI |   |   |   | 非ツインカム、特殊燃料不使用 |

- 系列表記が1文字であるため、1980年代までには開発されたエンジンである。
- 予備知識があれば、L型で2番目に開発されたエンジンであるので、このエンジンの排気量は2400ccであると分かる。
- 予備知識があれば、L型は直列4気筒ディーゼルエンジンであると分かる。

|      | 1           | 2    | - | 3                  | 3   | 3 | 4 | 4 | その他                         |
| ---- | ----------- | ---- | - | ------------------ | --- | - | - | - | ------------------------------ |
| 型式 | 3           | UZ   | - | F                  | E   |   |   |   |                                |
| 意味 | 3番目に開発 | UZ型 | - | ハイメカツインカム | EFI |   |   |   | NA（自然吸気）、特殊燃料不使用 |

- 系列表記が「○Z」であるため、1980年代末期から1990年代の間に開発されたエンジンである。
- 予備知識があれば、UZ型で3番目に開発されたエンジンであるので、このエンジンの排気量は4300ccであると分かる。
- 予備知識があれば、UZ型はV型8気筒ガソリンエンジンであると分かる。

|      | 1           | 2    | - | 3                  | 3                  | 3   | 4 | 4 | その他         |
| ---- | ----------- | ---- | - | ------------------ | ------------------ | --- | - | - | -------------- |
| 型式 | 1           | JZ   | - | G                  | T                  | E   |   |   |                |
| 意味 | 1番目に開発 | JZ型 | - | スポーツツインカム | ターボチャージャー | EFI |   |   | 特殊燃料不使用 |

- 系列表記が「○Z」であるため、1980年代末期から1990年代の間に開発されたエンジンである。
- 予備知識があれば、JZ型で1番目に開発されたエンジンであるので、このエンジンの排気量は2500ccであると分かる。
- 予備知識があれば、JZ型は直列6気筒ガソリンエンジンであると分かる。

|      | 1           | 2    | - | 3                  | 3                       | 3          | 4 | 4 | その他         |
| ---- | ----------- | ---- | - | ------------------ | ----------------------- | ---------- | - | - | -------------- |
| 型式 | 1           | NZ   | - | F                  | N                       | E          |   |   |                |
| 意味 | 1番目に開発 | NZ型 | - | 高効率型ツインカム | CNG（圧縮天然ガス）使用 | 電子制御式 |   |   | NA（自然吸気） |

- 系列表記が「○Z」であるため、1980年代末期から1990年代の間に開発されたエンジンである。
- 予備知識があれば、NZ型で1番目に開発されたエンジンであるので、このエンジンの排気量は1500ccであると分かる。
- 予備知識があれば、NZ型は直列4気筒ガソリンエンジンであると分かる。

|      | 1           | 2    | - | 3                  | 3                  | 3                          | 4 | 4 | その他         |
| ---- | ----------- | ---- | - | ------------------ | ------------------ | -------------------------- | - | - | -------------- |
| 型式 | 2           | KD   | - | F                  | T                  | V                          |   |   |                |
| 意味 | 2番目に開発 | KD型 | - | ハイメカツインカム | ターボチャージャー | コモンレール式燃料噴射装置 |   |   | 特殊燃料不使用 |

- 系列表記が「○D」であるため、比較的新しい直接噴射式ディーゼルエンジンである。
- 予備知識があれば、KD型で2番目に開発されたエンジンであるので、このエンジンの排気量は2500ccであると分かる。
- 予備知識があれば、KD型は直列4気筒ディーゼルエンジンであると分かる。

|      | 1           | 2    | - | 3                  | 3                       | 3      | 4 | 4 | その他         |
| ---- | ----------- | ---- | - | ------------------ | ----------------------- | ------ | - | - | -------------- |
| 型式 | 1           | TR   | - | F                  | P                       | E      |   |   |                |
| 意味 | 1番目に開発 | TR型 | - | ハイメカツインカム | LPG（液化石油ガス）使用 | EFI-LP |   |   | NA（自然吸気） |

- 系列表記が「○R」であるため、2000年代に開発された比較的新しいエンジンである。
- 予備知識があれば、TR型で1番目に開発されたエンジンであるので、このエンジンの排気量は2000ccであると分かる。
- 予備知識があれば、TR型は直列4気筒ガソリンエンジンであると分かる。

|      | 1           | 2    | - | 3                  | 3                           | 3          | 4 | 4 | その他                         |
| ---- | ----------- | ---- | - | ------------------ | --------------------------- | ---------- | - | - | ------------------------------ |
| 型式 | 4           | GR   | - | F                  | S                           | E          |   |   |                                |
| 意味 | 4番目に開発 | GR型 | - | 高効率型ツインカム | D-4（筒内直接燃料噴射装置） | 電子制御式 |   |   | NA（自然吸気）、特殊燃料不使用 |

- 系列表記が「○R」であるため、2000年代に開発された比較的新しいエンジンである。
- 予備知識があれば、GR型で4番目に開発されたエンジンであるので、このエンジンの排気量は2500ccであると分かる。
- 予備知識があれば、GR型はV型6気筒ガソリンエンジンであると分かる。

|      | 1   | 2      | 3                  | - | 4                  | 4                                      | 4          | 5 | その他                         |
| ---- | --- | ------ | ------------------ | - | ------------------ | -------------------------------------- | ---------- | - | ------------------------------ |
| 型式 | M   | 15     | A                  | - | F                  | X                                      | E          |   |                                |
| 意味 | M型 | 排気量 | TNGA世代を表す記号 | - | 高効率型ツインカム | ミラーサイクル（アトキンソンサイクル） | 電子制御式 |   | NA（自然吸気）、特殊燃料不使用 |

- 先頭に系列表記およびTNGA世代エンジンを表す「A」があるため、トヨタ・ダイナミックフォースエンジンであると分かる。
- ダイナミックフォースエンジンは排気量の上2桁も表記されるため、このエンジンの排気量は1500ccであると分かる。
- 予備知識があれば、M15A型は直列3気筒ガソリンエンジンであると分かる。